# 269243 Charbonnel
269243 Charbonnel è un asteroide della fascia principale. Scoperto nel 2008, presenta un'orbita caratterizzata da un semiasse maggiore pari a 3,1881352 UA e da un'eccentricità di 0,1396108, inclinata di 1,98039° rispetto all'eclittica.
L'asteroide è dedicato all'astrofilo francese Stephane Charbonnel.